# J. P. 파이어라이젠

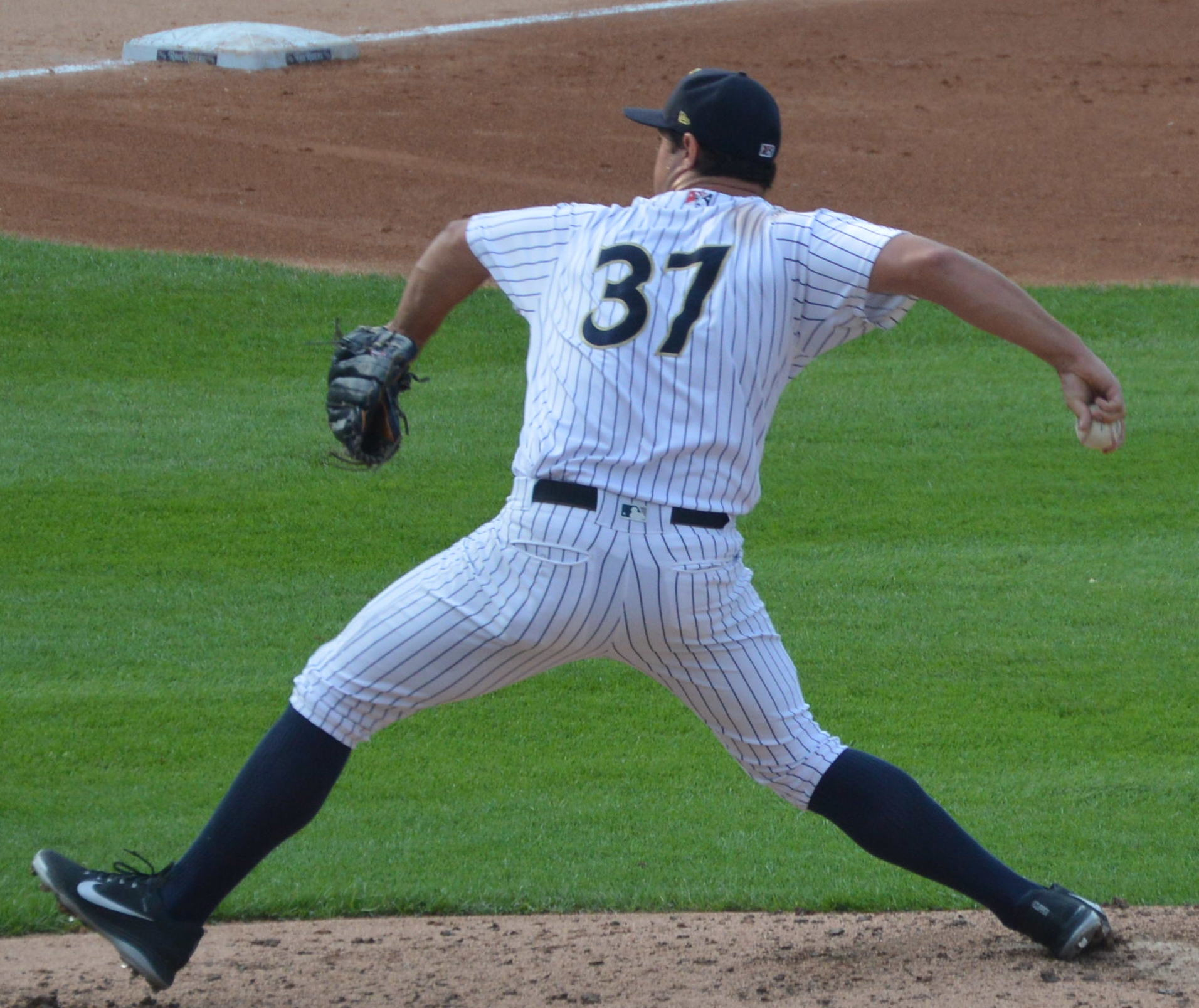
2018년 모습

J. P. 파이어라이젠(J. P. Feyereisen, 본명: 조나단 폴 파이어라이젠, Jonathon Paul Feyereisen, 1993년 2월 7일 ~ )은 로스앤젤레스 다저스 소속의 미국 프로 야구 투수이다. 2020년 밀워키 브루어스에서 메이저 리그 베이스볼(MLB) 데뷔를 했으며, 탬파베이 레이스와 다저스에서도 MLB에서 뛰었다.